# Quyền LGBT ở Uzbekistan

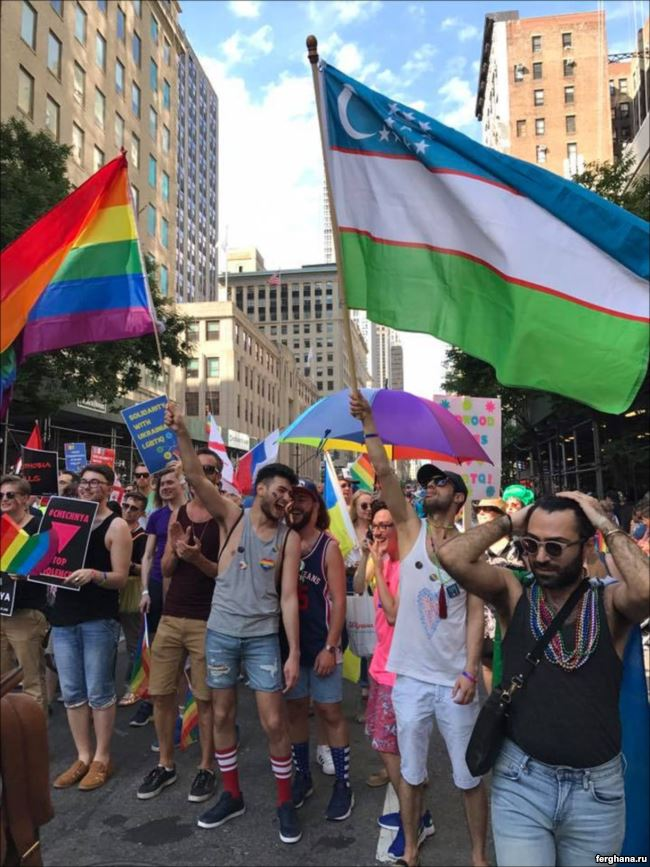
Cờ Uzbekistan tại NYC Pride March; Người Mỹ gốc Uzbekistan đồng tính có thể công khai thể hiện tính dục của mình, nhưng những người ở Uzbekistan thì không.

Quyền đồng tính nữ, đồng tính nam, song tính và chuyển giới ở Uzbekistan phải đối mặt với những thách thức pháp lý mà những người không phải LGBT không gặp phải. Hoạt động tình dục đồng giới nam là bất hợp pháp ở Uzbekistan. Hình phạt lên đến ba năm tù giam kèm theo tiền phạt. Đánh đập, tra tấn, dân phòng hành quyết và tấn công cũng thường xảy ra.
Uzbekistan là một trong ba quốc gia hậu Xô Viết mà hoạt động tình dục đồng giới nam vẫn bị hình sự hóa, cùng với Turkmenistan và Cộng hòa Chechnya thuộc Nga.

## Bảng tóm tắt
| Hoạt động tình dục đồng giới hợp pháp                                                                                       | Nam bất hợp pháp (Hình phạt: Có thể bị phạt tù đến 3 năm với các hình thức phạt tiền, tra tấn, đánh đập, dân phòng tấn công và dân phòng hành quyết.) Nữ luôn luôn hợp pháp |
| Độ tuổi đồng ý | Đối với nam / Đối với nữ |
| Luật chống phân biệt đối xử chỉ trong việc làm                                                                              | No |
| Luật chống phân biệt đối xử trong việc cung cấp hàng hóa và dịch vụ                                                         | No |
| Luật chống phân biệt đối xử trong tất cả các lĩnh vực khác (bao gồm phân biệt đối xử gián tiếp, ngôn từ kích động thù địch) | No |
| Hôn nhân đồng giới | No |
| Công nhận các cặp đồng giới                                                                                                 | No |
| Nhận con nuôi là con riêng của các cặp vợ chồng đồng giới                                                                   | No |
| Nhận con nuôi chung của các cặp đồng giới                                                                                   | No |
| Người đồng tính nam và đồng tính nữ được phép phục vụ công khai trong quân đội                                              | No |
| Quyền thay đổi giới tính hợp pháp                                                                                           | Yes |
| Truy cập IVF cho đồng tính nữ                                                                                               | No |
| Mang thai hộ thương mại cho các cặp đồng tính nam                                                                           | No |
| NQHN được phép hiến máu | No |